# 新赫里霍里夫卡 (波洛希区)

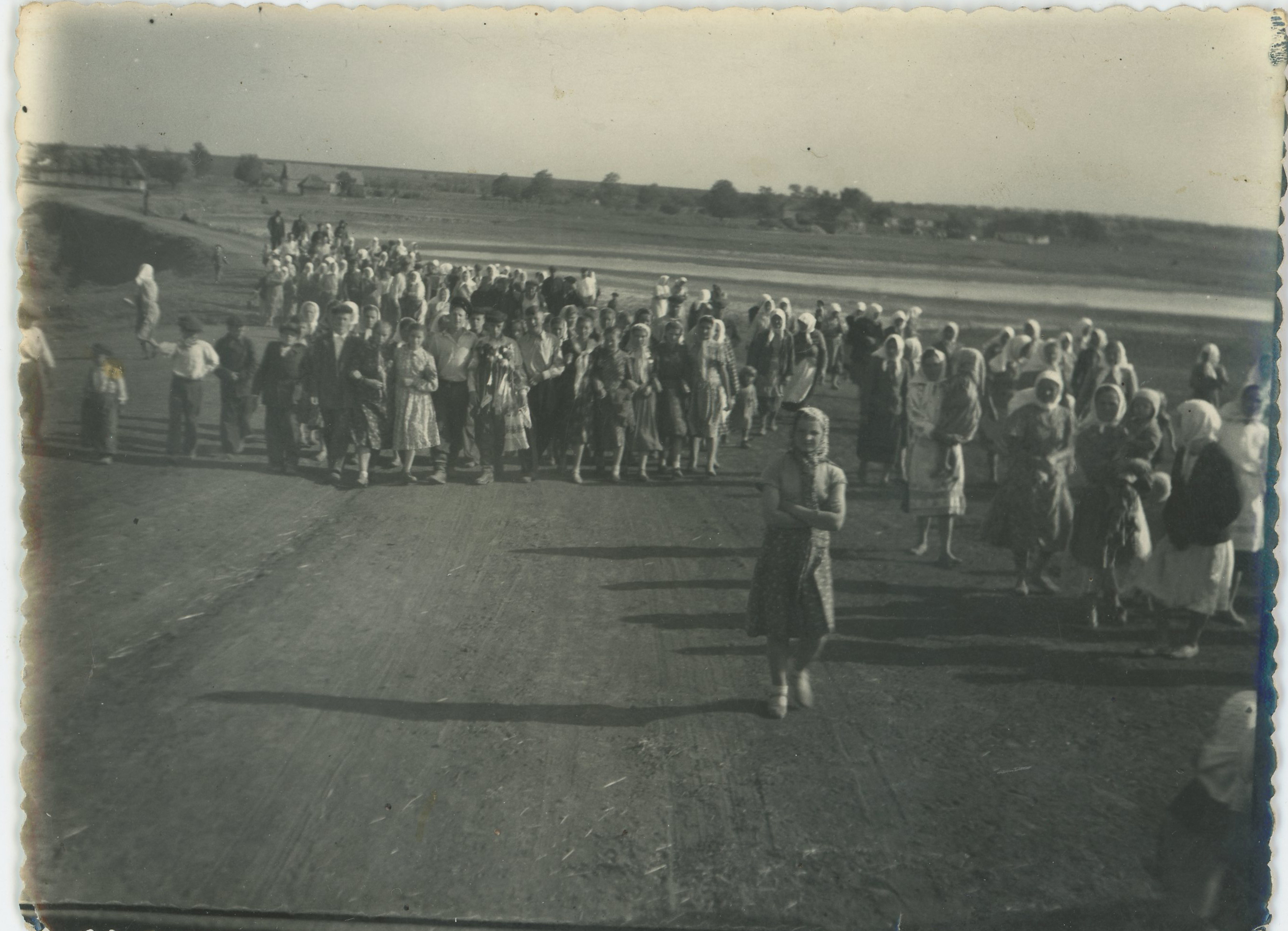
1950年代的新赫里霍里夫卡

47°48′46″N 36°26′13″E / 47.81278°N 36.43694°E
新赫里霍里夫卡（烏克蘭語：Новогригорівка）是位於烏克蘭東南部的村莊，由扎波羅熱州波洛希區的胡利亚伊波莱市镇負責管轄。該村始建於1800年，面積0.64平方公里，海拔高度124米，2001年人口231，人口密度每平方公里363.8人。